# Delia Cancela
Delia Cancela, née en 1940 à Buenos Aires (Argentine), est une artiste pop et modéliste argentine.

## Biographie
Delia Cancela commence à exposer au début des années 1960. Son travail, qui incorporait des images telles qu'Elvis Presley, la fait intégrer à la scène pop art de Buenos Aires. Elle est l'une des 6 artistas en Lirolay. Sexteto (« Six artistes à Lirolay : Sextet ») à la Galería Lirolay, représentant le meilleur du « nouvel art » de Buenos Aires en janvier 1964.
Elle expose au Musée national des Beaux-Arts (Museo Nacional de Bellas Artes) et remporte le Premio de Honor Ver y Estimar en 1963 et 1964. La revue artistique Ver y Estimar (« Regardez et considérez ») est créée par Jorge Romero Brest (es) et publiée de 1948 à 1955. Une association est fondée en 1954 qui décerne le Premio de Honor Ver y Estimar de 1960 à 1968. Une de ses œuvres les plus connues de cette époque est Broken Heart (1964).
Son travail a été inclus dans l'exposition « Arte Nuevo de la Argentina » (« Art nouveau de l'Argentine », 1964) co-organisée par l'Instituto Torcuato Di Tella (ITDT) et le Walker Art Center, à Minneapolis, au Minnesota. L'exposition a voyagé à Buenos Aires, Rio de Janeiro et Minneapolis.

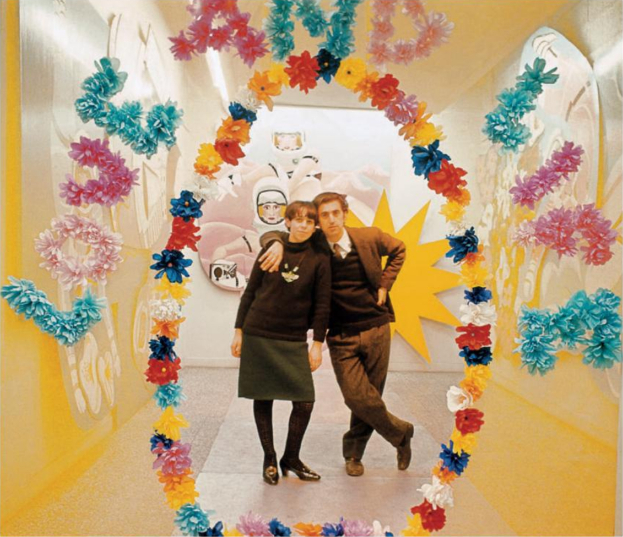
Delia Cancela et Pablo Mesejean dans Love and Life, installation réalisée en 1965 à la Galerie Lirolay à Buenos Aires.

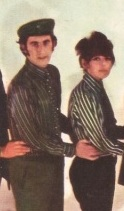
Delia Cancela et Pablo Mesejeán en 1966.

Des années 1960 jusqu'à sa mort en 1991, Delia Cancela collabore avec Pablo Mesejean avec lequel elle se marie en 1965. Leur travail est non traditionnel et interdisciplinaire, intégrant la conception de théâtre et de costumes, les beaux-arts et la mode. En 1965, Cancela et Mesejean organisent leur première exposition complète, Love and Life, à la Galería Lirolay. Combinant peinture, scénographie, musique et performance, cette exposition a été identifiée par la critique Nelly Perazzo comme l'un des « véritables jalons » de l'art argentin tourné vers l'avenir,. En 1966, Cancela et Mesejean exposent Nosotros Amamos à l'Instituto Torcuato Di Tella, soutenant l'acceptation de l'identité de genre et de la culture populaire.
Ils ont également signé un « manifeste » :
« Nosotros amamos los días de sol, las plantas, los Rolling Stones, las medias blancas, rosas y plateadas, a Sonny and Cher, a Rita Tushingham y a Bob Dylan (...) las gorras de color, las caras blancas y los finales felices, el mar, bailar, las revistas, el cine (...) los baby girls, las girl-girls, las boy girls, los girl-boys y los boy-boys. »
« On aime les beaux jours, les plantes, les Rolling Stones, les bas blancs, roses et argentés, Sonny and Cher, Rita Tushingham et Bob Dylan (...) les casquettes colorées, les visages blancs et les fins heureuses, la mer, la danse, les magazines, le cinéma (...) les bébés filles, les filles-filles, les garçons-filles, les filles-garçons et les garçons-garçons. »
Delia Cancela a habité en Argentine, ainsi qu'à New York, Londres et Paris, villes où elle a aussi exposé.

## Expositions
Plusieurs expositions rétrospectives de ses travaux et collaborations avec Pablo Mesejean comprennent notamment :
- « Delia Cancela 2000-Retrospectiva » (2000)
- « Pablo & Delia, The London Years 1970-1975 » (2001)
- « Delia Cancela: un artista en la moda », Centro Metropolitano de Diseño (es), Buenos Aires, 2013[1],[9]

## Prix et nominations
Elle a reçu diverses nominations ainsi que plusieurs prix,, :
- le prix Ver y estimar en 1963 et 1964
- le prix Acquizition du XXVe Salon d'Art de Mar del Plata
- le prix Di Tella
- le prix Braque (avec Pablo Mesejean) en 1966
- le prix Directorio a la Trayectoria du Fonds national des Arts.